# Султан Селет-Гирей
Султан Салат-Гирей (Селет-Гирей) Каплан-Гиреевич (1831 — не ранее 1881) — князь, представитель одной из младших ветвей крымской ханской династии Гиреев (чингизид).

## Биография
Единственный сын прапорщика князя Султана Каплан-Гирея (1795—1844), двоюродный брат полковника Султана Хан-Гирея.
Обучался в Санкт-Петербурге. Службу начал волонтером в «экспедициях против непокорных горцев» в 1850 году. В «1855 перешел на сторону непокорных горцев, возвратился из гор в 1859».
19 июля 1861 года был произведен в чин юнкера, награждён знаком отличия Военного ордена 4-й степени под № 1236 (19 октября 1862), золотой и серебряной медалью для ношения на шее.
6 марта 1863 года был произведен в чин прапорщика. Прикомандирован к Кубанскому казачьему войску 30 мая 1863 года. Состоял офицером для особых поручений при наместнике Кавказа великом князе Михаиле Николаевиче. Награждён орденом св. Станислава 3-й степени с мечами и бантом (1864), серебряной медалью «За покорение Западного Кавказа» (1864), крестом «За службу на Кавказе» (1864).
15 декабря 1868 года был избран доверенным депутатом при мировом посреднике Псекупского округа. В 1869 году получил чин подпоручика. Проживал в бжедугском (хамышеевском) ауле Тлюстенхабль, Екатеринодарского отдела Кубанской области.
Был женат на дочери бжедугского (черченеевского) князя Кончукова (Кунчукова) — Мелеч-хан. Сыновья — Алмас-Гирей, Аслан-Гирей (род. 1856), Довлет-Гирей (род. 1875), Крым-Гирей (род. 1876), Каплан-Гирей, Адиль-Гирей (Адиб-Гирей) (род. 1865), Магомет-Гирей (род. 1868). Дочь — Султан-Мелеч.